# Comté de Logan (Illinois)
Pour les articles homonymes, voir Comté de Logan.
Le comté de Logan est un comté situé dans l'État de l'Illinois, aux États-Unis. En 2000, sa population est de 31 183 habitants. Son siège de comté est la ville de Lincoln.